# Puchar Kontynentalny w biegach narciarskich 2010/2011
Sezon 2010/2011 Pucharu Kontynentalnego w biegach narciarskich – dziewięć cykli zawodów stanowiących zaplecze Pucharu Świata.

## Cykle składowe
- Australia/New Zealand Cup w biegach narciarskich 2010
- Balkan Cup w biegach narciarskich 2011
- Eastern Europe Cup w biegach narciarskich 2010/2011
- Far East Cup w biegach narciarskich 2010/2011
- Noram Cup w biegach narciarskich 2010/2011
- Alpen Cup w biegach narciarskich 2010/2011
- Scandinavian Cup w biegach narciarskich 2010/2011
- Slavic Cup w biegach narciarskich 2010/2011
- US Super Tour w biegach narciarskich 2010/2011